# 姜文奉
姜 文奉（カン・ムンボン、강문봉、1923年10月26日 - 1988年2月26日）は大韓民国の軍人、政治家、大使。創氏改名時の日本名は富原良雄。

## 経歴
1923年10月、吉林省龍井に生まれる。本貫は晋州姜氏。父親は咸鏡北道富寧郡出身の実業家、満洲国協和会議員の姜潤喆。新京育ちで新京第一中学校に入学。4年生の時にニュース映画で朴正熙が軍官学校を首席で卒業する映像を見て軍人になることを決意した。
1941年3月、新京第一中学校を卒業後、新京軍官学校満系第5期として入学。予科を首席で卒業して陸軍士官学校第59期に編入されるが、1945年8月に終戦となり卒業。同年9月に留学生の引率と帰国を命じられ陸軍士官学校、航空士官学校、予科士官学校に在学中であった19人と共に帰国し、呂運亨が中央委員をしていた朝鮮建国準備委員会に身を寄せる。しかし呂が人民共和国綱領を発表して、その建国理念を明らかにしたので姜の提唱で半数が呂の下を去る。
1945年12月5日、軍事英語学校の開設に伴い、入校して1946年1月に卒業、任少尉、第1連隊の創設に参加して蔡秉徳の補佐をした。
1946年5月、警備士官学校教授部長。
1947年秋、南朝鮮国防警備隊総司令部作戦教育処長兼任。
1950年6月10日、アメリカ陸軍参謀大学の留学を命じられ、釜山で渡米準備中に朝鮮戦争が勃発したので26日朝にソウルに戻る。戦局の不利に伴い議政府方面に連絡所を設け、蔡の補佐をしたが28日に水原に後退し、翌29日に張昌国と作戦局長を交代した。参謀総長に就任した丁一権とのコンビで難局を乗り切り、この功績で准将に昇進した。
1951年4月、第1師団長。中共軍の4月攻勢を阻止して太極武功勲章とレジオン・オブ・メリットを授与され、少将に昇進。6月、アメリカ陸軍大学に留学。
1952年8月、第2軍団副軍団長。9月、第1軍団副軍団長。10月、第2師団長に任命され、狙撃稜線戦闘を指揮。
1953年8月、アメリカ第10軍団副軍団長。10月、第3軍団長。
1954年、第2軍司令官。
1956年、金昌龍暗殺事件に関与して死刑判決を下されるが、これまでの功績とアメリカ軍の助命運動により無期懲役。
1960年、四月革命で特赦される。
1961年6月、在郷軍人会会長。
1963年、ジョージ・ワシントン大学大学院修了、第6代国会議員（全国区・民政党）当選、外務委員会委員。
1965年5月、民衆党員。8月、民衆党除名。
1967年9月、民主共和党入党、駐スウェーデン大使。
1971年2月、駐スイス大使。
1973年、第9代国会議員（統一主体国民会議、維新政友会）。
1977年、酒席で朴正煕大統領を中傷する発言をしたとして、特定犯罪加重処罰法と緊急措置9号違反で起訴される。
1983年、延世大学校で韓国軍主要指揮官の統率に関する研究で博士号を取得。
1988年、急性肺癌によりアメリカで死去。